# Buskmästare
Buskmästare (Lachesis muta, även på svenska kallad bushmaster) är en art i släktet hålormar (även släktet kallas ibland "buskmästare", där den här arten är typart) som lever i Centralamerika söderut till subtropiska Amazonas. Det är den största näsgropsormen, om än inte speciellt aggressiv. Arten är relativt ovanlig, och skygg för människor. Ormen kan bli upp till 2,5 meter lång, och är därför bland de absolut längsta giftormarna i Nya världen.